# Rhynchoconger
Rhynchoconger – rodzaj ryb promieniopłetwych z podrodziny Congrinae w obrębie rodziny kongerowatych (Congridae).

## Rozmieszczenie geograficzne
Do rodzaju należą gatunki występujące w wodach Oceanu Indyjskiego, Oceanu Spokojnego i zachodniego Oceanu Atlantyckiego. R. trewavasae jest endemitem Morza Czerwonego.

## Morfologia
Długość ciała do 150 cm; brak danych dotyczących masy ciała.

## Systematyka
Rodzaj zdefiniowała w 1925 roku para amerykańskich ichtiologów, David Starr Jordan i Carl Leavitt Hubbs, w artykule poświęconym opisowi ryb pozyskanych przez Jordana w Japonii w 1922 roku, opublikowanym w czasopiśmie Memoirs of the Carnegie Museum. Gatunkiem typowym jest (oryginalne oznaczenie (również monotypowe)) R. ectenurus.

### Etymologia
- Rhynchoconger: gr. ῥυγχος rhunkhos ‘pysk, ryj’; łac. conger ‘gatunek węgorza morskiego’, od gr. γoγγρος gongros ‘węgorz morski’, od γογγυλος gongulos ‘zaokrąglony’[5].
- Hildebrandia: Samuel Frederick Hildebrand (1883–1949), amerykański ichtiolog[2]. Gatunek typowy (oryginalne oznaczenie (również monotypowe)): Congermuraena flava Goode & Bean, 1896.

### Podział systematyczny
Do rodzaju należą następujące gatunki:
- Rhynchoconger bicoloratus Kodeeswaran, Mohapatra, Kumar & Lal, 2023
- Rhynchoconger ectenurus (Jordan & Richardson, 1909)
- Rhynchoconger flavus (Goode & Bean, 1896)
- Rhynchoconger gracilior (Ginsburg, 1951)
- Rhynchoconger guppyi (Norman, 1925)
- Rhynchoconger nitens (Jordan & Bollman, 1890)
- Rhynchoconger randalli Acharya, Mohanty, Ray, Mishra & Mohapatra, 2022
- Rhynchoconger smithi Mohapatra, Ho, Acharya, Ray & Mishra, 2022
- Rhynchoconger squaliceps (Alcock, 1894)
- Rhynchoconger trewavasae Ben-Tuvia, 1993